# Харзефельд
Ха́рзефельд (нем. Harsefeld) — община в Германии, в земле Нижняя Саксония.
Входит в состав района Штаде. Подчиняется управлению Харзефельд. Население составляет 12 330 человек (на 31 декабря 2010 года). Занимает площадь 51,81 км².
Коммуна подразделяется на 4 сельских округа.